# Zanclopteryx conspersa
Zanclopteryx conspersa är en fjärilsart som beskrevs av W. Warren 1908. Zanclopteryx conspersa ingår i släktet Zanclopteryx och familjen mätare. Inga underarter finns listade i Catalogue of Life.